# トッド・フィルコックス
トッド・フィルコックス（Todd Philcox 1966年9月25日- ）はコネチカット州ノーウォーク出身のアメリカンフットボール選手。1990年から1998年までNFLの6チームに所属した。ポジションはクォーターバック。

## 経歴
シラキューズ大学からシンシナティ・ベンガルズに加入した。1991年にクリーブランド・ブラウンズに移った。
1992年、足首を負傷したバーニー・コーザーの代わりに9月20日のロサンゼルス・レイダース戦で先発し3タッチダウンをあげた。右手親指を骨折し、戦列を離脱した。
1993年11月のシアトル・シーホークス戦で自身2度目の先発出場を果たしたが2インターセプト、2ファンブルロストを喫し、5-22で敗れた。
1995年4月、タンパベイ・バッカニアーズと契約、この年第3QBで過ごしたが出場機会はなかった。
1996年、ジャクソンビル・ジャガーズの控えQBを務めた。
1997年8月、ジャガーズから解雇された。
1998年のレギュラーシーズン終了後、ディビジョナルプレーオフでジャガーズと対戦するニューイングランド・ペイトリオッツに加入した。